# Эуптелея Франше
Эуптелея Франше (лат. Euptelea franchetii) — дерево, вид рода Эуптелея (Euptelea) монотипного семейства Эуптелейные (Eupteleaceae).
В природе ареал вида охватывает центральные районы Китая. В Россию интродуцировано в конце XIX века.

## Ботаническое описание
Дерево высотой до 15 м. Побеги тёмно-серо-бурые.
Листья округло-яйцевидные до яйцевидных, длиной 5—12 см, с широко-клиновидным основанием, на верхушке заострённые, правильно выемчато-зубчатые, снизу серовато-зеленые, слабо опушённые, осенью краснеющие. Черешок длиной 2—5 см.
Плод — 1—3-семянная крылатка.

## Таксономия
Вид Эуптелея Франше входит в род Эуптелея (Euptelea) монотипного семейства Эуптелейные (Eupteleaceae) порядка Лютикоцветные (Ranunculales).
|  |                                      |  |                                                              |                                                              |                                  |  | ещё 9 семейств (согласно Системе APG III) |  |  |                   |                     |
|  |                                      |  |                                                              |                                                              |                                  |  |                                           |  |  |                   |                     |
|  |                                      |  |                                                              | порядок Лютикоцветные                                        |                                  |  |                                           |  |  |                   | вид Эуптелея Франше |
|  |                                      |  |                                                              | порядок Лютикоцветные                                        |                                  |  |                                           |  |  |                   | вид Эуптелея Франше |
|  | отдел Цветковые, или Покрытосеменные |  |                                                              |                                                              | монотипное семейство Эуптелейные |  | род Эуптелея                              |  |  |                   |                     |
|  | отдел Цветковые, или Покрытосеменные |  |                                                              |                                                              |                                  |  | род Эуптелея                              |  |  |                   |                     |
|  |                                      |  | ещё 44 порядка цветковых растений (согласно Системе APG III) | ещё 44 порядка цветковых растений (согласно Системе APG III) |                                  |  |                                           |  |  | ещё до пяти видов |                     |
|  |                                      |  |                                                              | ещё 44 порядка цветковых растений (согласно Системе APG III) |                                  |  |                                           |  |  |                   |                     |